# Park-šuma Prekrižje
Park-šuma Prekrižje, park-šuma u Hrvatskoj i jedna od 17 park-šuma na prostoru Grada Zagreba. Nalazi se u Prekrižju. Spada u park-šume Centra grada Zagreba. Sve one su predjeli od kojih se pojedini spuštaju do samog središta grada. To su pretežno mješovite srednjodobne starije i stare park-šume, koje u omjeru smjese imaju hrast kitnjak,  bukvu, grab, bagrem, lipu, kesten, jasen, voćkarice, brezu i druge listače i četinjače.  Sastojine su pretežno visokog uzgojnog oblika u kojima treba provoditi sve faze njege i sve radove na obnovi, ovisno o konkretnom stanju pojedine sastojine.  Njegu,  obnovu i održavanje provoditi po naprijed navedenim načelima i metodama. 
Državnih šuma u svim park-šumama Centra (Tuškanac,  Dubravkin put,  Cmrok,  Jurjevska,  Rokov perivoj,  Zelengaj,  Kraljevac, Pantovčak i Prekrižje) je 120,39 ha, privatnih 140,38 ha, ostalih površina 59,66 ha. Prosječna drvna zaliha je 386,28 prostornih metara po hektaru. Prosječni godišnji tečajni prirast je 6,88 prostornih metara po hektaru.